# ダグラス DC-4E
ダグラス DC-4E
- 用途：旅客機、輸送機
- 分類：レシプロ大型機
- 製造者：ダグラス（現ボーイング）社
- 運用者：大日本航空、大日本帝国海軍、中島飛行機
- 初飛行：1938年
- 生産数：1機
- 生産開始：1935年
- 運用開始：1939年
- 退役：1942年
- 運用状況：退役

ダグラス DC-4E (Douglas DC-4E)とは、アメリカ合衆国のダグラス・エアクラフト社が開発した大型レシプロ旅客機の試作機である。
1935年から開発が始まり1938年に初飛行した。しかし結果的に旅客機として実用化されることはなく、試作機1機のみで開発計画は中止になった。なお後に作られたDC-4と名称が似ているが、全く別の機体である。

## 概略

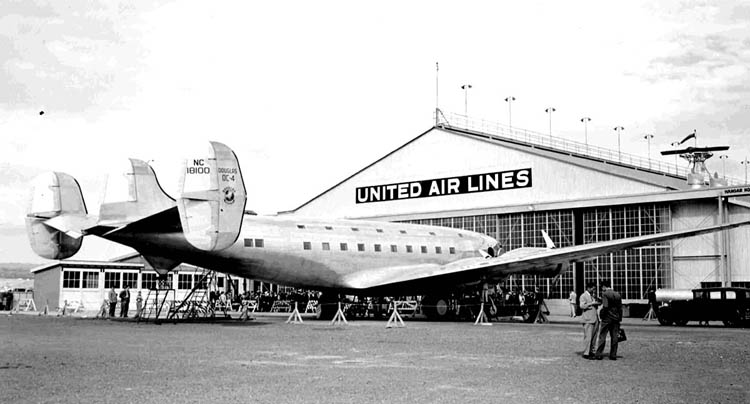
ユナイテッド航空のハンガーの前に駐機するDC-4E

ユナイテッド航空から出された「DC-3よりも大型な機体」という要望に答えるための試作機として、1935年からダグラス社としては初になるレシプロ4発エンジンを持つ大型旅客機として開発された。
開発に際し、ユナイテッド航空以外にもアメリカン航空やイースタン航空などが関心を示しており、開発費用としてそれぞれの航空会社が10万ドルずつ援助していた。それだけ期待が大きかったともいえる。
当時の大型機としては珍しい3枚の垂直安定板をはじめ、様々な革新的なシステムを持ち込んだDC-4Eは、42名の乗客を乗せることができ、また2機のエンジンだけで離陸することも可能だったという。
1938年6月7日にサンタモニカのクローバーフィールド飛行場（現・サンタモニカ空港）で初飛行し、翌1939年にかけて、路線就航を前提とした評価飛行がユナイテッド航空により行われた。それによると操縦性能には特に問題は見られなかったが、エンジン出力に比べ機体重量が重い上に機構が複雑すぎ、その維持管理にコストがかかるなど整備性および経済性に問題があることが判明した。
そのためDC-4Eは試作機のみで開発が打ち切られ、あらためてシンプルな機体を製作する計画がスタートした。これが後のDC-4になるが、この試作機にはExperimental=「実験機」の意味であるEが付けられた。そのためDC-4EとDC-4との間には名称以外に共通点はない。

## その後のDC-4E

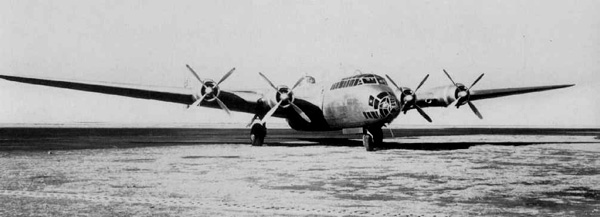
深山

計画が中止になったDC-4Eは、1939年10月に大日本帝国海軍（契約上は海軍名義ではなく大日本航空の名義）が購入した。海軍は、中島飛行機に命じて本機を参考に、海軍向けの13試大型陸上攻撃機「深山」の設計を行わせた。
しかしながら「深山」は、DC-4Eの欠点である重量超過と整備性の悪さをそのまま受け継いだため、同機は試作機のみで量産は実現せず、その後一部の機体が輸送機に改造され使用されただけで終わった。この為「深山」は日本海軍機のなかでは失敗作とみなされている。

## スペック
- 乗員: 3
- 乗客: 42
- 全長: 29.83 m
- 全幅: 42.16 m
- 高さ: 7.40 m
- 翼面積: 200.2 m²
- 自重: 19,308 kg
- 最大離陸重量: 30,164 kg

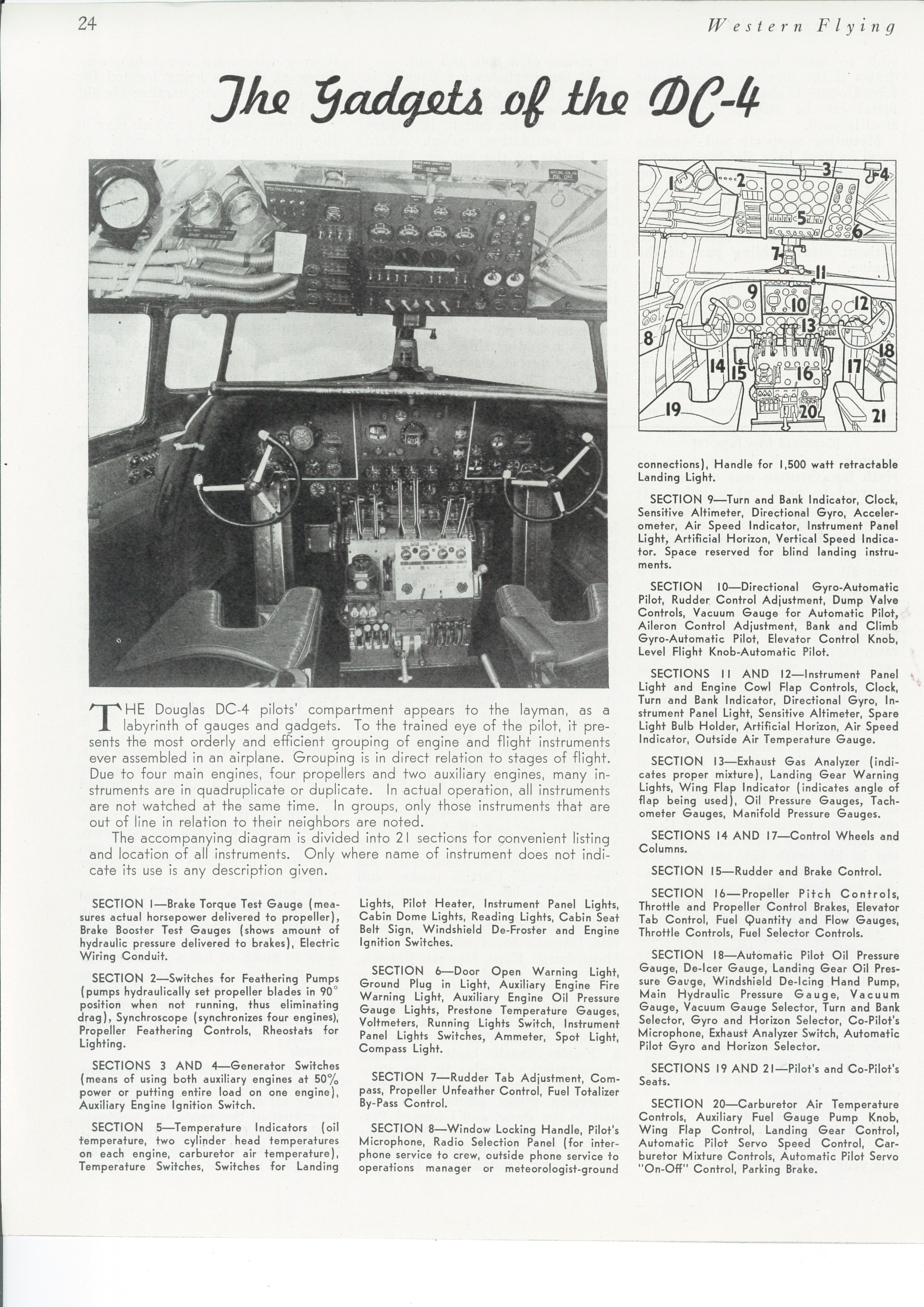
パンフレットで解説されたDC-4Eの計器パネル。1938年なのでDC-4表記である。

- エンジン: プラット・アンド・ホイットニー R-2180-S1A1-G ツインホーネット レシプロエンジン 1,450 hp （1,081 kW）×4
- 最高速度: 394 km/h
- 航続距離: 3,540 km
- 実用上昇限度: 6,980 m